# فن الصيد مع الطيور
فنُّ الصَّيد مع الطُّيُورِ (باللاتينية: De Arte Venandi cum Avibus)؛ هي أُطروحةٌ لاتينيَّةٌ في علم الطيور والصقارة كتبها الإمبراطور الرُّوماني المُقدَّس فريدريك الثاني. إحدى المخطوطات الباقية مُخصَّصة لابنه مانفريد. مخطوطاتُ الأُطروحة موجودةٌ في نسختين من كتاب: (Manuscripts at Rome, Vienna, Paris (2x), Geneva and Stuttgart)، وستِّ نسخٍ من الكتاب: (Manuscripts at Bologna, Paris, Nantes, Valencia, Rennes, and Oxford).

### بيانات المراجع المُفصَّلة
- Wood, Casey A.; Fyfe, F. Marjorie, eds. (1943). The Art of Falconry : being the de arte venandi cum avibus of Frederick II of Hohenstaufen (بالإنجليزية). London: Oxford University Press. Archived from the original on 2022-03-08.